# Brigata aeromobile “Friuli”

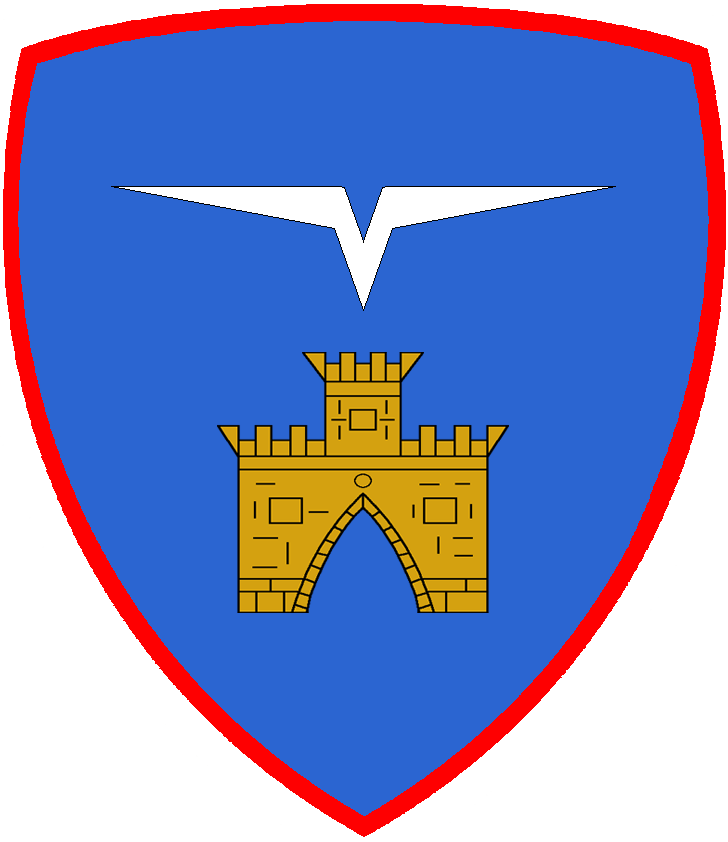
Wappen der Luftbeweglichen Brigade Friuli

Die Brigata aeromobile “Friuli” (deutsch Luftbewegliche Brigade Friuli) ist ein Verband des italienischen Heeres, der aus Heeresfliegerkräften, Bodentruppen und einem luftbeweglichen Infanteriebataillon besteht. Der Stab der Brigade befindet sich in Bologna, die unterstellten Verbände sind in ganz Italien stationiert.

## Auftrag
Die Luftbewegliche Brigade Friuli untersteht truppendienstlich dem Heeresfliegerkommando in Viterbo und unterstützt mit ihren sechs fliegenden Regimentern grundsätzlich das gesamte Heer. Sie hält luftbewegliche Kampf- und Unterstützungskräfte für Missionen im gesamten Intensitätsspektrum bereit. Die Brigade dient in erster Linie der Landes- und Bündnisverteidigung, sie stellt aber auch Einheiten für Friedensmissionen im Rahmen der EU, der NATO und der UNO zur Verfügung. Bei Bedarf übernimmt die Brigade auch Unterstützungsaufgaben im Auftrag ziviler Stellen, insbesondere in den Bereichen Transport und Waldbrandbekämpfung.

## Gliederung

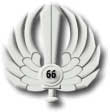
Barettabzeichen 66. luftbewegliches Regiment Trieste

- 87. Stabs- und Unterstützungsverband Friuli (Bologna)
- 66. luftbewegliches Infanterieregiment Trieste (Forlì)
- 1. Heeresflieger-Regiment Antares (Viterbo)
- 2. Heeresflieger-Regiment Sirio (Lamezia Terme)
- 3. Heeresflieger-Regiment Aldebaran (Viterbo)
- 4. Heeresflieger-Regiment Altair (Bozen)
- 5. Heeresflieger-Regiment Rigel (Casarsa della Delizia)
- 7. Heeresflieger-Regiment Vega (Rimini)

Seit 2023 unterstehen der Brigade alle sechs italienischen Heeresfliegerregimenter, davor waren es nur das 5. und das 7. zusammen mit dem 66. luftbeweglichen Infanterieregiment und dem Unterstützungsverband. Die anderen Heeresfliegerregimenter gehörten bis 2023 zu einer separaten Brigade des Heeresfliegerkommandos (die aufgelöst wurde). Damit bildet die Brigade Friuli den operativen Arm des Heeresfliegerkommandos. Nach dem Muster der US-amerikanischen Night Stalkers unterstützt das 3. Regiment die Spezialkräfte, weswegen es diesen zugeordnet ist und auch deren Standards entsprechen muss. Das 4. Regiment unterstützt in erster Linie die Alpini in den Alpen.
Die Heeresflieger-Regimenter untergliedern sich in Stabs-, Versorgungs- und Wartungseinheiten sowie meist in zwei fliegende Abteilungen auf Bataillonsebene (Gruppo Squadroni) und diese in Staffeln (Squadrone). Dabei gilt es zu berücksichtigen, dass eine italienische Heeresfliegerstaffel in der Regel nur sechs Luftfahrzeuge umfasst. Das 66. luftbewegliche Infanterieregiment hat Bataillonsstärke. Der 87. Stabs- und Unterstützungsverband (Bataillon) steht in der Nachfolge des aufgelösten 87. Infanterieregiments und führt auch dessen Truppenfahne.

## Ausrüstung
Seit 2023 unterstehen der Brigade Luftfahrzeuge aller vorhandenen Muster des Heeresfliegerkommandos (siehe: Liste der aktiven Luftfahrzeuge der italienischen Streitkräfte#Heer). Im 5. und im 7. Regiment sind die Kampfhubschrauber vom Typ Agusta A129 konzentriert, die von neuen Leonardo AW249 ersetzt werden sollen (für Details zur Ausrüstung siehe Aviazione dell’Esercito). Das luftbewegliche Infanterieregiment ist unter anderem mit dem Mehrzweckfahrzeug VTLM Lince 2 ausgerüstet.

## Geschichte

### 1884 bis 1940
Am 1. November 1884 wurde in Mailand die Brigade Friuli mit ihren beiden Infanterieregimentern 87 und 88 aufgestellt. Ab dem folgenden Jahr wurden einzelne Einheiten nach Ostafrika entsandt, ab 1911 auch nach Libyen.

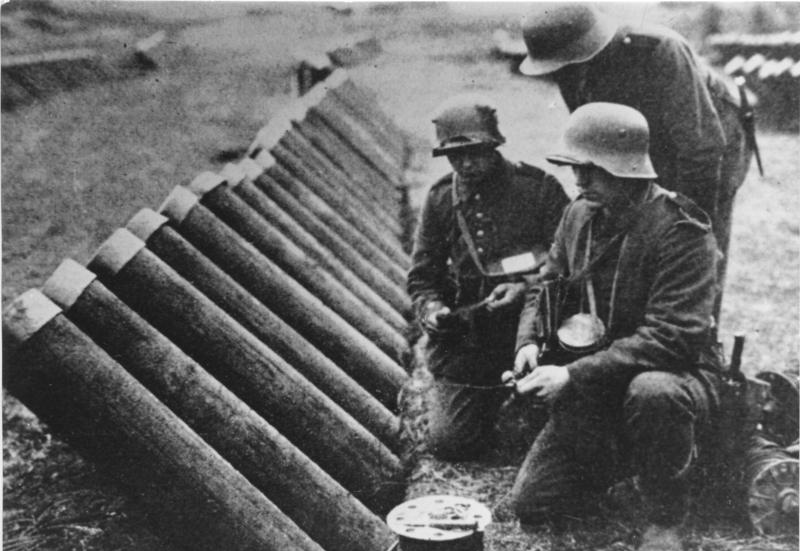
Deutsche Gaswerfer im Ersten Weltkrieg

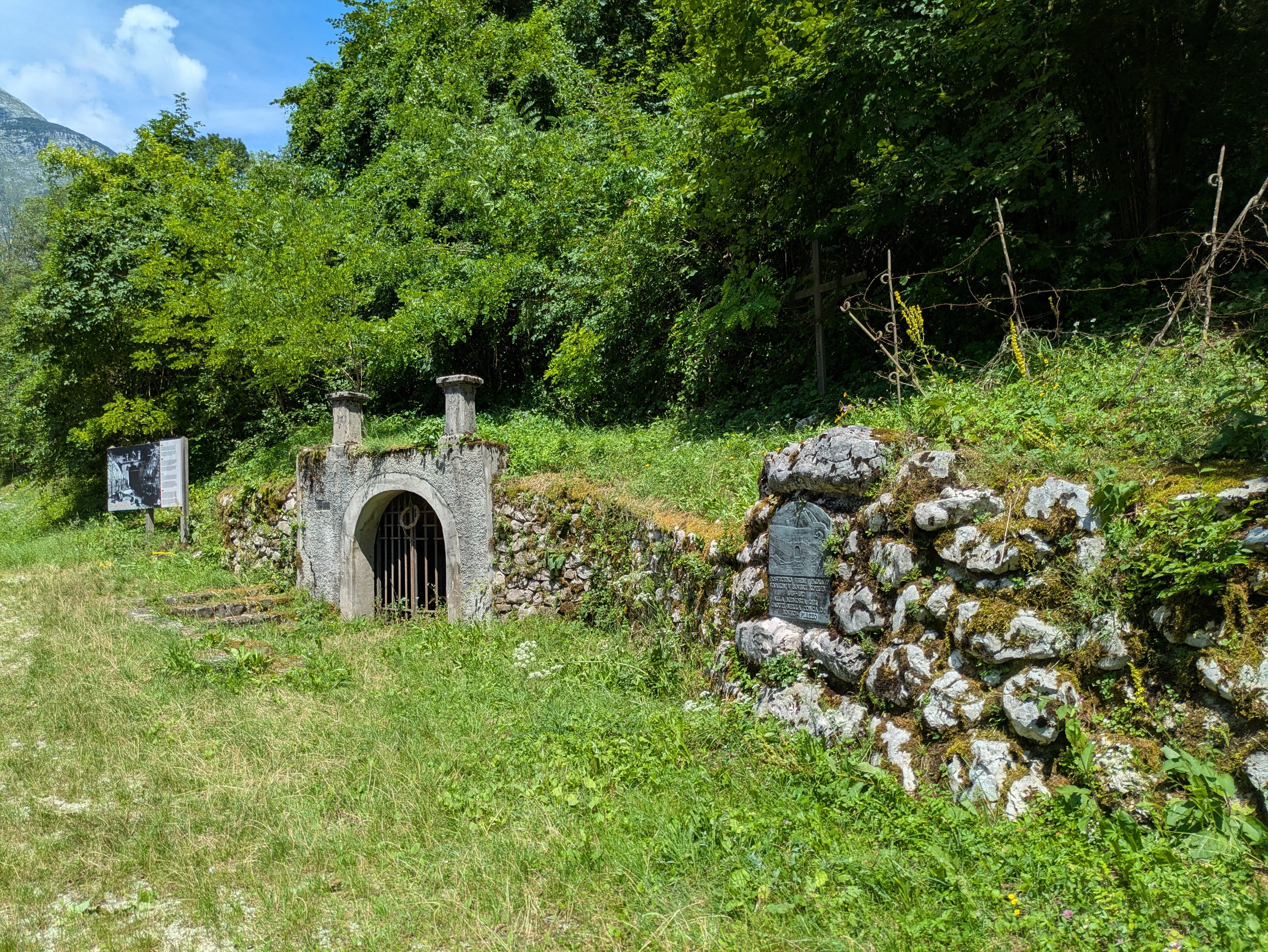
Gedenkstätte südlich von Bovec für den Giftgas-Angriff am 24. Oktober 1917 zum Auftakt der 12. Isonzoschlacht

Im Ersten Weltkrieg kämpfte die Brigade 1915 zusammen mit der Brigade Cremona in der 16. Division bei Monfalcone, 1916 bei Asiago und 1917 zum Auftakt der Zwölften Isonzoschlacht bei Flitsch, wo am 24. Oktober ein Giftgasangriff des deutschen Pionierbataillons 35 schwere Verluste im Infanterieregiment 87 forderte. Zur Unterstützung eines österreichisch-ungarischen Angriffes wurden Gaswerfer mit 70.000 Grün- und Blaukreuzgranaten und den an der Südfront neuen Substanzen Chlor-Arsin-Kampfstoff und Diphosgen zum Maskenbrechen (sog. Buntschießen) eingesetzt. Die Gaswerfer wurden gezündet, um die Naklo-Schlucht südlich von Flitsch – im Bereich zwischen dem heutigen Flugplatz Bovec und der über die Soča nach Čezsoča führenden Brücke – mit fünf bis sechs Tonnen Grünkreuz zu füllen. Major Graf von Pfeil und Klein Ellguth, der Kommandeur des Pionierbataillons 35, beschrieb die Wirkung auf die italienischen Truppen:

„Bereits 1015 vorm. wurden die Schluchten vollkommen gasfrei angetroffen und eine vollkommene Gaswirkung festgestellt. Nur vereinzelte noch lebende, schwer kranke Italiener wurden aus der vordersten feindlichen Stellung zurückgebracht, in der Schlucht selbst war die gesamte Besatzung, etwa 500 oder 600 Mann, tot. Nur wenige hatten die Masken aufgesetzt, die Lage der Toten ließ auf plötzlichen Gastod schließen. Es wurden auch verendete Pferde, Hunde und Ratten gefunden.“

Bis Juni 1918 blieb die Brigade Friuli in Reserve, danach bis Oktober 1918 im Vallagarina. 1919 lag die Brigade im Kanaltal, dann verlegte sie an ihre Friedensstandorte in der Toskana.
Mit der Heeresreform von 1926 wurden die Brigaden in der bisherigen Form abgeschafft. Das 87. Infanterieregiment wurde bei dieser Gelegenheit in Siena zunächst aufgelöst, entstand dann aber 1937 wieder und übernahm vorübergehend Ausbildungsaufgaben. Das 88. bildete zusammen mit den Infanterieregimentern 21 und 22 der ehemaligen Brigade Cremona und mit dem 7. Artillerieregiment die 28. Division in Livorno, welche 1934 in 20. Infanteriedivision umbenannt wurde.
Im Zuge einer weiteren Heeresreform wurden 1939 die sogenannten binären oder zweigliedrigen (Infanterie-)Divisionen eingeführt, die in der Regel die Namen und die Schwesterregimenter der alten Brigaden übernahmen. Demzufolge entstand 1939 in Livorno die 20. Infanteriedivision Friuli mit den beiden Infanterieregimentern 87 und 88. Hinzu kam das 35. Artillerieregiment und weitere Divisionstruppen. Mit den beiden erwähnten Regimentern 21 und 22 stellte man die 44. Infanteriedivision Cremona auf.

### 1940 bis 1945

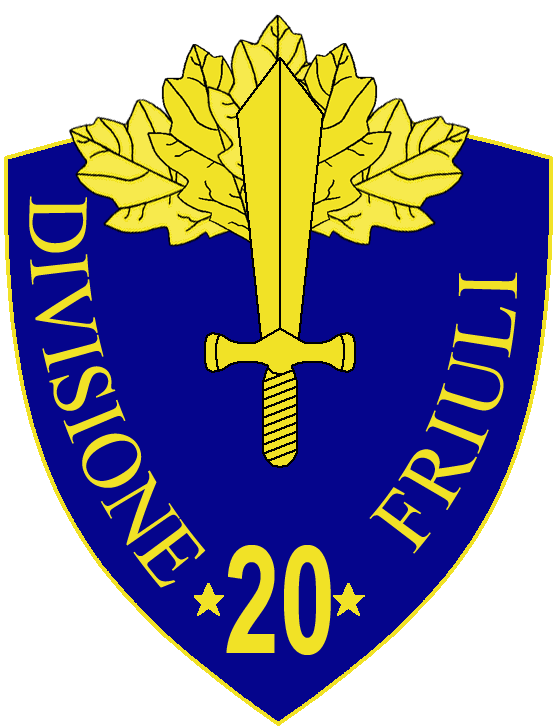
Wappen der 20. Infanteriedivision Friuli

Schulterabzeichen der Kampfgruppe Friuli

1940 wurde die Division Friuli in Norditalien in Reserve gehalten. Im April 1941 nahm sie von Julisch Venetien aus an dem von der deutschen Wehrmacht angeführten Jugoslawienfeldzug teil. Danach kehrte die Division wieder nach Italien zurück, wo sie für die geplante Invasion Maltas vorbereitet wurde. Im November 1942 besetzte sie zusammen mit der Division Cremona die Mittelmeerinsel Korsika, wo sie als Besatzungstruppen knapp ein Jahr verblieben.
Unmittelbar nach der öffentlichen Bekanntgabe des Waffenstillstands von Cassibile am 8. September 1943 kam es auf Korsika zu Gefechten zwischen italienischen und deutschen Einheiten, insbesondere um die strategisch wichtige Hafenstadt Bastia. Die aus Sardinien abgezogene 90. Panzergrenadier-Division, die SS-Sturmbrigade „Reichsführer SS“ sowie italienische Fallschirmjäger, die den Krieg auf deutscher Seite fortsetzen wollten, brachten Bastia am 13. September nach schweren Kämpfen zunächst unter Kontrolle. Vom 29. September bis zum 4. Oktober 1943 lieferten sich die auf das italienische Festland abziehenden deutschen Verbände dann nochmals schwere Gefechte mit der Friuli und der zwischenzeitlich eingetroffenen freifranzösisch-marokkanischen 4. Gebirgsdivision. Die beiden italienischen Divisionen Friuli und Cremona wurden dann nach Sardinien verlegt, wo sie unter alliierter Kontrolle verblieben und teilweise aufgelöst wurden. Im Bereich der Friuli benannte man im November 1943 einen Schwarzhemden-Verband, der als drittes Infanterieregiment der Division fungiert hatte, in 387. Infanterieregiment um, löste dieses dann aber Ende August 1944 ganz auf. Zu dieser Zeit hatte die Division Friuli etwas mehr als 3000 Soldaten, keine schweren Waffen und eine ausgesprochen schlechte Versorgungslage.
1944 genehmigten die Alliierten die Aufstellung von mehreren divisionsstarken italienischen Kampfgruppen, die am Italienfeldzug teilnehmen sollten, insbesondere an den Kämpfen um die Gotenstellung. Von den Kampfgruppen Legnano, Mantova, Folgore, Cremona und Friuli wurden letztere drei mit den Resten von auf Sardinien liegenden Divisionen gebildet.
Die Reste der Division Friuli wurden ab Juli 1944 auf das süditalienische Festland nach San Giorgio del Sannio in ein britisches Ausbildungscamp verlegt. Die Soldaten waren teilweise unterernährt und hatten oft keine vollständigen Uniformen mehr.
Nach personeller Auffrischung und materieller Neuausrüstung konnte die Kampfgruppe am 19. September 1944 offiziell aufgestellt werden. In San Giorgio del Sannio folgten zwei Monate harter Ausbildung durch die britische Armee, danach verlegte die Kampfgruppe mit ihrem 35. Artillerieregiment und ihren beiden Infanterieregimentern 87 und 88 (deren dritte Bataillone von Granatieri di Sardegna gestellt wurden) in die Toskana, wo die Verbandsausbildung zwischen Arezzo und Siena abgeschlossen wurde. Anfang Februar 1945 löste die Kampfgruppe Friuli die polnische Division Kressowa und deren italienische Partisanenbrigade Maiella im Raum Brisighella ab. Auf der anderen Seite des strategisch bedeutenden Frontabschnitts befanden sich Teile der 90. Panzergrenadier-Division und der 4. Fallschirmjäger-Division, gegen die man bis Ende März 1945 einen Kleinkrieg zunehmender Intensität führte und schließlich das südliche Senio-Ufer unter Kontrolle brachte. Bei Riolo Terme gelang es der Kampfgruppe Anfang April, den Senio zu überwinden, den dortigen Brückenkopf zu halten und schließlich durchzubrechen. Zu Verfolgungsgefechten kam es dann am Santerno, bei Castel San Pietro Terme, Casalecchio dei Conti und bei Varignana. Der vom 87. Regiment geschaffene Idice-Brückenkopf bildete die Voraussetzung für die Einnahme Bolognas, bei der die Alliierten Teilen der Kampfgruppe Friuli den Vortritt ließen.

### 1945 bis 1990
Unter Beibehaltung der bisherigen Zusammensetzung wurde die Kampfgruppe im Oktober 1945 in Infanteriedivision Friuli umbenannt. Bis 1949 stationierte man sie in Bozen und Südtirol, danach kam sie nach Florenz, wo sie zusätzlich das 78. Infanterieregiment Lupi di Toscana sowie ein weiteres Artillerieregiment und ein Flugabwehrregiment erhielt. 1956 bildete sie mit der in Bologna stationierten Infanteriedivision Trieste das VI. Korps in Bologna, welches wenige Jahre später in ein Territorialkommando mit Sitz in Florenz umgewandelt wurde. Die beiden Divisionen des genannten VI. Korps reduzierte man zwischen 1958 und 1960 zu Brigaden, wobei die traditionellen Verbände der Friuli aufgelöst wurden. Ab 1960 bestand die Infanteriebrigade Friuli aus dem 78. Infanterieregiment Lupi di Toscana, aus dem 19. Panzerbataillon, dem Artilleriebataillon Friuli und einem gleichnamigen Flugabwehrbataillon sowie aus kleineren Unterstützungseinheiten. Die Brigade übernahm im Kalten Krieg vorwiegend territoriale Sicherungsaufgaben in Mittelitalien.
Im Zug der Heeresreform von 1975 wurden die in Bataillone untergliederten Brigaden zum Standard. Nach der Neuordnung bestand die motorisierte Brigade Friuli aus dem 19. Panzerbataillon Tumiati in Florenz, aus den motorisierten Infanteriebataillonen 78 Lupi di Toscana in Scandicci, 87 Senio in Pistoia, 225 Arezzo in Arezzo, aus dem 35. Artilleriebataillon Riolo in Pistoia, aus dem Logistikbataillon Friuli in Florenz und aus kleineren Unterstützungseinheiten sowie aus dem nichtaktiven 35. (Reserve-)Infanteriebataillon Pistoia am gleichnamigen Ort. Ab 1986 bildete die Brigade mit der ebenfalls in der Toskana stationierten Fallschirmjägerbrigade Folgore und anderen kleineren Verbänden (San-Marco-Regiment) die „Schnelle Eingreiftruppe“ (Forza d’Intervento Rapido, HQ Florenz, 1997 aufgelöst) der italienischen Streitkräfte. Ende der 1980er Jahre war die Brigade in gewisser Weise „luftbeweglich“. Häufig brachten Lufttransportkräfte der italienischen Luftwaffe Einheiten der Brigade zu Manövern und Übungen nach Süditalien, auf das man wegen Spannungen mit Libyen ein größeres Augenmerk geworfen hatte.

### 1990 bis 2013

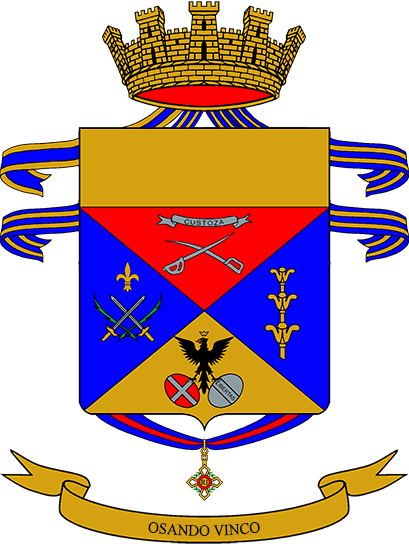
Wappen 66. Infanterieregiment

Nach dem Kalten Krieg fusionierte die Friuli im Rahmen der Auflösungswelle von 1991 mit der mechanisierten Infanteriebrigade Trieste in Bologna. Die Trieste hatte sich als motorisierte Infanteriedivision von 1941 bis 1943 in Nordafrika besonders ausgezeichnet. Einem „Traditionserlass“ des Verteidigungsministeriums zufolge durften Verbände, die sich während des Krieges von 1940 bis 1943 besonders ausgezeichnet hatten, auch nach 1945 weiterbestehen, sofern sie Großverbänden unterstellt wurden, die am Befreiungskrieg von 1943 bis 1945 teilgenommen hatten. Aus diesem Grund „übernahm“ die Friuli 1991 die Trieste-Brigade und verlegte ihr Hauptquartier nach Bologna. In den folgenden Jahren wechselten die unterstellten Bataillone, die aus Traditionsgründen wieder die Bezeichnung Regiment annahmen, mehrmals. Mit dem 66. Infanterieregiment Trieste blieben jedoch die Traditionen der ehemaligen Division und Brigade Trieste innerhalb der mechanisierten Brigade Friuli erhalten.
2001 ordnete der Generalstab des Heeres an, die Friuli von einer mechanisierten in eine luftbewegliche Brigade umzuwandeln. Nach der Umstrukturierung bestand die Brigade mit Stab in Bologna aus dem 66. luftbeweglichen Regiment Trieste in Forlì, aus dem 5. Heeresfliegerregiment Rigel in Casarsa della Delizia, aus dem 7. Heeresfliegerregiment Vega in Rimini sowie aus dem Kavallerieregiment Savoia Cavalleria in Grosseto als bodengestützte Komponente. Eher politisch motivierte Vorschläge, die Friuli nach dem Vorbild der britischen 16 Air Assault Brigade mit der Fallschirmjägerbrigade Folgore zu fusionieren, wurden nicht berücksichtigt.
Die Brigade Friuli nahm nach dem Ende des Kalten Krieges an etlichen Einsätzen und Übungen im In- und Ausland teil. 1992 und 1993 wurden Teile der Brigade auf Sizilien zur Aufrechterhaltung der öffentlichen Sicherheit eingesetzt. Danach entsandte man bis Anfang 1994 zwei mechanisierte Infanterieverbände der Brigade zu einem Auslandseinsatz (UNITAF) nach Somalia. 1997 folgte ein Militäreinsatz in Albanien (Operation Alba), 1998 die Beteiligung an der SFOR-Mission in Bosnien und Herzegowina („Operation Joint Forge“) und von Oktober 1999 bis April 2000 ein weiterer Einsatz in Albanien zur Unterstützung der KFOR (Communication Zone West). Nach der Umstrukturierung der Brigade und etlichen Übungen (unter anderem in Polen und Tunesien) wurde die luftbewegliche Brigade ab 2004 mehrmals im Irak, in Afghanistan und im Libanon eingesetzt.
Im Rahmen einer Neuordnung des italienischen Heeres wurde im Juli 2013 in Florenz ein neues Divisionskommando Friuli aufgestellt, das mit der Luftbeweglichen Brigade Friuli Namen, Geschichte und Traditionen vorübergehend teilte und zugleich in der Nachfolge der früheren Infanteriedivision Friuli stand. Dieses Divisionskommando erhielt am 1. Juli 2019 die Bezeichnung Vittorio Veneto, womit Namen und Traditionen der Großverbände mit dem Namen Friuli wieder ausschließlich bei der Brigade liegen. Die luftbewegliche Brigade Friuli untersteht seit 2022 dem Heeresfliegerkommando. Mit der Konzentration aller sechs aktiven Heeresfliegerregimenter innerhalb der Brigade bildet diese seit 2023 den operativen Arm des Heeresfliegerkommandos.

## Bilder

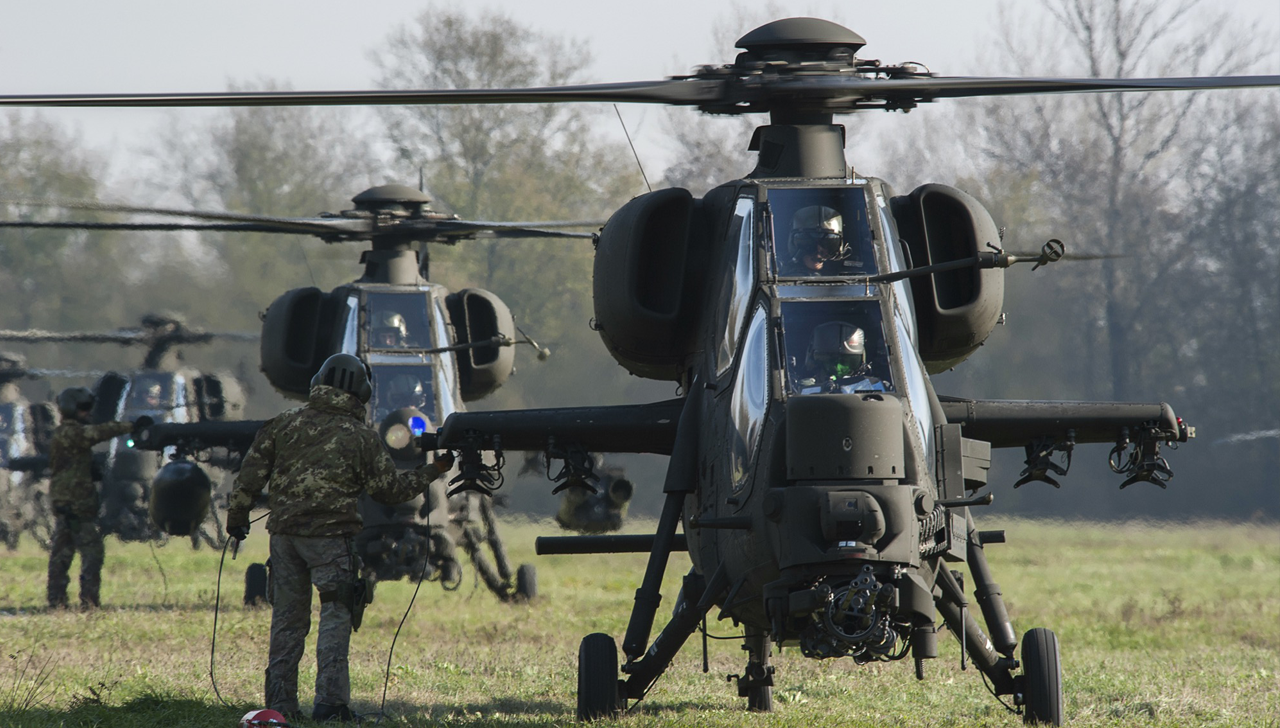
A129 Mangusta, 5. Heeresflieger-Regiment Rigel
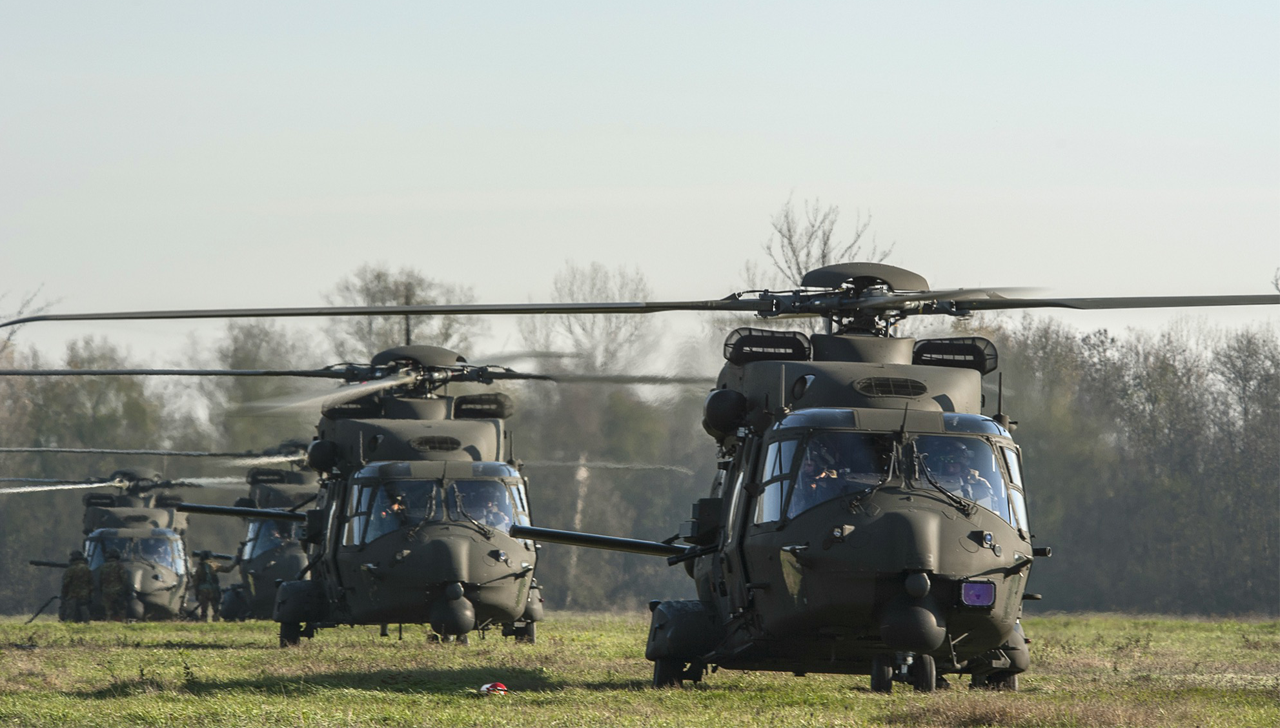
NH90, 7. Heeresflieger-Regiment Vega
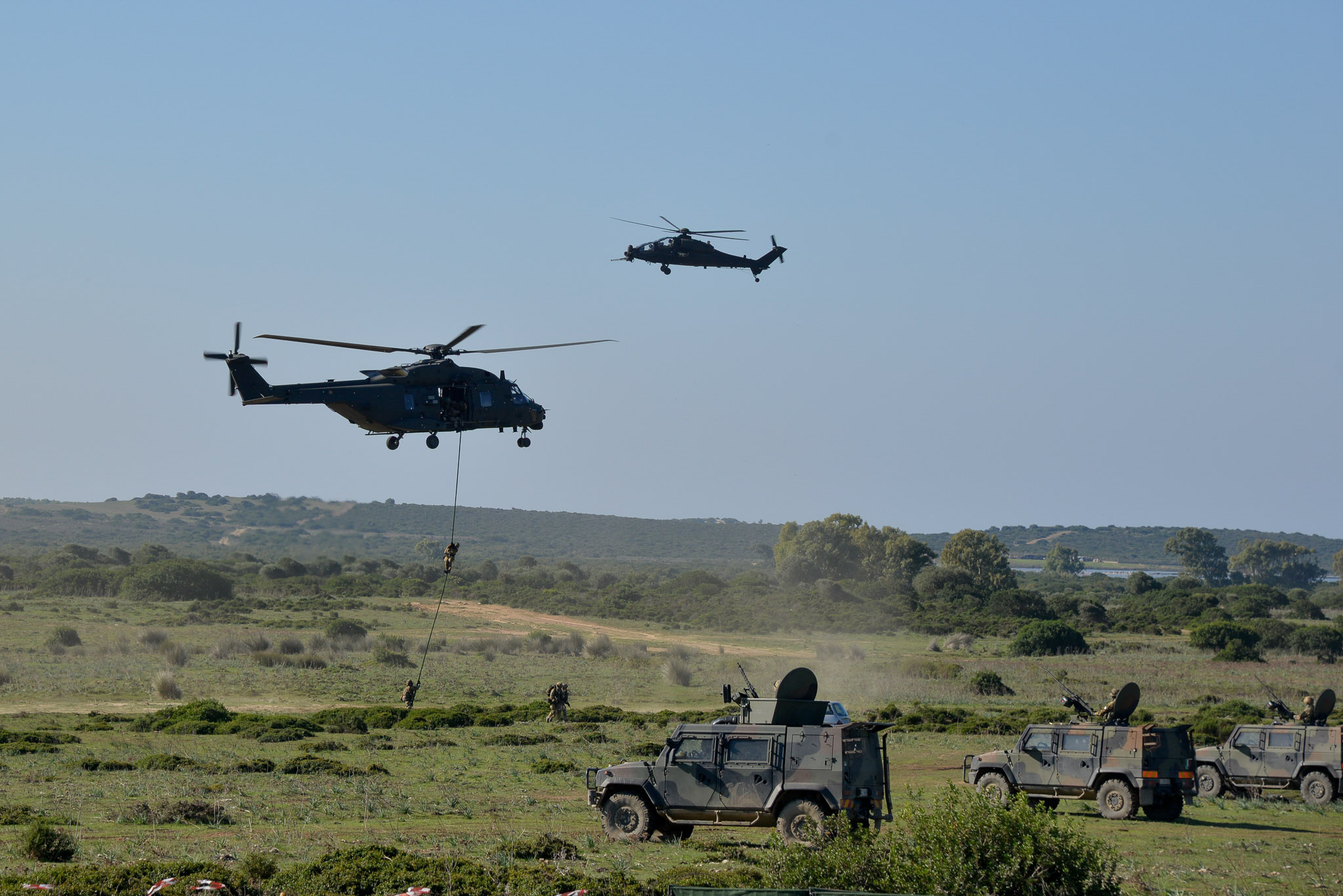
7. Vega und 66. luftbewegliches Regiment Trieste bei einer Übung, 2018
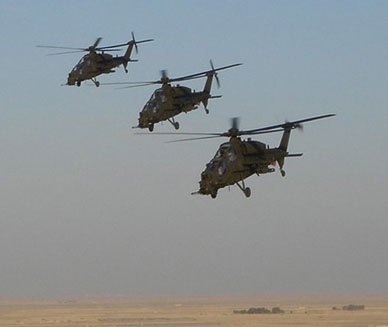
Kampfhubschrauber A129 Mangusta